# Richard Garcia (piłkarz)
Richard Garcia (ur. 4 września 1981 w Perth) – australijski piłkarz występujący na pozycji napastnika lub skrzydłowego.

## Kariera klubowa
Swoją karierę piłkarską rozpoczynał w juniorskim zespole Kingsway Olympic. W roku 1999 podpisał profesjonalny kontrakt z angielskim West Ham United. W pierwszym sezonie nie wystąpił jednak ani razu. Wcześniej Garcia występował w juniorskim zespole, z którym w roku 1999 zdobył FA Youth Cup.
4 sierpnia 2000 roku został wypożyczony do Leyton Orient. Zadebiutował tam 12 sierpnia w ligowym meczu z Plymouth Argyle. 26 sierpnia strzelił dwie bramki w meczu z Blackpool, zakończonym remisem 2:2. Do 27 listopada w zespole Leyton Orient rozegrał 18 ligowych meczów, po czym powrócił do Londynu.
11 września 2001 roku zadebiutował w West Ham, w meczu Pucharu Ligi z Reading. 1 stycznia 2002 roku po raz pierwszy zagrał w Premier League. Było to przegrane 3:0 spotkanie z Leeds United. Sezon 2001/2002 zakończył z ośmioma ligowymi meczami. Rok później zagrał w dwóch meczach, w Pucharze Anglii i Pucharze Ligi. Jego zespół spadł z najwyższej ligi w kraju.
3 września 2004 roku podpisał kontrakt z Colchester United. W nowym zespole zadebiutował dzień później w spotkaniu z Swindon Town. 29 września w zremisowanym 1:1 spotkaniu z Southend United w ramach rozgrywek Football League Trophy strzelił pierwszą bramkę. Od czasu przyjścia Garcia w zespole Colchester United był podstawowym graczem. W klubie tym grał przez trzy sezony, w czasie których zagrał w 82 ligowych meczach. Poza tym w sezonie 2005/2006 jego klub awansował do Championship.
Następnie, 2 lipca 2007 roku przeszedł do Hull City, podpisując trzyletni kontrakt. W zespole tym zadebiutował 11 sierpnia w ligowym spotkaniu z Plymouth Argyle. Cztery dni później w meczu Pucharu Ligi z Crewe Alexandra zdobył pierwszego gola. Szybko stał się jednym z podstawowych zawodników klubu. Sezon 2007/2008 zakończył z 38 ligowymi występami. Hull awansowało także do Premier League. Jego gol, który zdobył 4 marca w meczu z Burnley został wybrany najlepszą bramką klubu. W sezonie 2008/2009 zagrał w mniejszej liczbie spotkań i wraz z klubem utrzymał się w lidze.

## Kariera reprezentacyjna
W roku 2003 zagrał w dwóch meczach w reprezentacji Australii do lat 23. W sierpniu 2008 roku zadebiutował w seniorskiej kadrze w meczu z Republiką Południowej Afryki. Stał się zarazem pierwszym zawodnikiem, który zagrał dla Australii w czasie występów w Hull City. Łącznie w barwach narodowych zagrał pięć razy.